# Heteronotia planiceps
Heteronotia planiceps — вид геконоподібних ящірок родини геконових (Gekkonidae). Ендемік Австралії.

## Поширення і екологія
Heteronotia planiceps мешкають в регіоні Кімберлі на північному заході Західної Австралії та на крайньому північному заході Північної Території. Вони живуть серед пісковикових скель в саванах і напівпустелях.